# Смрт у рају (12. сезона)
Дванаеста сезона британске полицијске крими-драмедије Смрт у рају емитована је од 26. децембра 2022. до 24. фебруара 2023. године на каналу BBC One.

## Опис
У овој сезони се екипа није мењала.

## Улоге
- Ралф Литл као ДИ Невил Паркер
- Дон Варингтон као начелник Селвин Патерсон
- Шантол Џексон као ДН Наоми Томас
- Таџ Мајлс као позорник Марлон Прајс
- Џини Холдер као позорница Дарлин Куртис
- Елизабет Буржин као Кетрин Бордеј

## Епизоде
| Бр. еп. (укупно) | Бр. еп. (у сезони) | Наслов                         | Редитељ                 | Сценариста                | Премијера          | Гледаност у Британији (милиони) |
| --- | ------------------ | ------------------------------ | ----------------------- | ------------------------- | ------------------ | ------------------------------- |
| 90 | 1                  | "Дух смрти"                    | Рут Карни               | Џејмс Хол                 | 26. децембар 2022. | 7,82                            |
| Када је права списатељица кримића дошла да ради на случају несталог детета који је био један од првих задатака начелника као полицајца, пронађена је мртва у мочвари где је дете нестало, а снимак указује да ју је убио дух несталог дечака. У међувремену, Невил се суочава са усамљеним Божићем када се његова сестра породила, а њихова мајка радије одлази код ње него на острво. Пошто им је пртљаг помешан, Невил упознаје Софи Чемберс, енглеску туристкињу на острву. |                    |                                |                         |                           |                    |                                 |
| 91 | 2                  | "Убиство у звездама"           | Деклан Рекс             | Ијан Џарвис               | 6. јануар 2023.    | 7,70                            |
| Док је група астронома присуствовала ретком звезданом догађају на литици, један из групе пада у смрт док су остали посматрали тренутак кроз своје телескопе. Докази упућују на самоубиство јер истрага открива да је човек оптужен за плагијат своје најпознатије теорије, али откриће полудовршене укрштенице у џепу мртваца је у супротности са идејом да је планирао да се убије, остављајући детективима питање како је неко могао да гурне човека преко литице, а да то нико други није чуо. |                    |                                |                         |                           |                    |                                 |
| 92 | 3                  | "Смрт у заједници"             | Деклан Рекс             | Ема Гудвин и Џејмс Хол    | 13. јануар 2023.   | 7,84                            |
| Члан месне заједнице припремача Кит Мартин отрован је у закључаном бункеру. Нико други није знао да Мартин иде у бункер, а камера није видела никога да улази док екипа није стигла тако да је самоубиство било преовлађујућа теорија. Екипа проналази Рају Вест како копа гроб Луне Џоунс коју је случајно упуцала и убила. Инспектор Невил Паркер наставља да се забавља са Софи, укључујући и изазивање несреће на џет-скију. Открива се да је убица Чарли Бенкс који је Мартину дао шољицу кафе са цијанидом у слепој тачки камере коју је Бенкс инсталирао. Вест је оптужен за убиство из нехата. Начелник обесхрабрује Марлона Прајса да се пријави на испит за наредника као прерано, али Прајс планира да ипак настави јер га је ДН Наоми Томас назвала џокером. Паркер се опрашта од Софи док Џастин Вест гледа. |                    |                                |                         |                           |                    |                                 |
| 93 | 4                  | "Убиство на отвореном мору"    | Стив Брет               | Кит Ламберт и Џејмс Хол   | 20. јануар 2023.   | 7,32                            |
| Агенткиња за некретнине Шерил Хорнер пронађена је мртва на чамцу пошто су остали путници отишли на копно. Екипа брзо открива да је Шерил била преваранткиња са везама са сваким другим путницима, али сви имају чврст алиби. Невилу недостаје Софи која је напустила острво у опседнутом походу на чишћење. Марлон покушава да задиви начелника тако да не мора да учи за испит заустављањем ланца шверца цигарета. Невил тражи помоћ од свог старог пријатеља детектива Ендија који се тешко враћа у Британију. На крају епизоде открива се да је стигао на Сент Мери са важним вестима. |                    |                                |                         |                           |                    |                                 |
| 94 | 5                  | "Непријатан повратак кући"     | Стив Брет               | Катерина Вотсон           | 27. јануар 2023.   | 7,28                            |
| Наоми се враћа на своје родно острво Свети Варнава због удаје најбоље другарице када се отац младе дотетурао на догађај после свадбе са ножем у грудима, оптужујући своју бившу жену и мајку невесте. Међутим, она је снимљена када се убиство догодило. Екипа одлази на Светог Варнаву и удружује се са тамошњом полицијом да открије ко је у сватовима убица. У међувремену, на Сент Мерију Кетрин покушава да помогне начелнику да се поново повеже са својом ћерком. |                    |                                |                         |                           |                    |                                 |
| 95 | 6                  | "О светости деце"              | Леон Лопез              | Том Неш                   | 3. фебруар 2023.   | 7,25                            |
| Прослава месног дечјег дома завршава се трагедијом када је један од најпознатијих бивших становника тог дома пронађен мртав. Одговорност преузима неко од особља, али истрага убрзо открива да ствар није тако једноставна. У међувремену, начелникови покушаји да се повеже са својом ћерком показују се сложеим. Невил и Софи настављају своју романсу када се она вратила на острво да живи са њим месец дана, али када су стигли у колибу откривају да је дошло до провале. |                    |                                |                         |                           |                    |                                 |
| 96 | 7                  | "Упозорење о убиству (1. део)" | Анђела де Кастелај Смит | Патрик Хомс               | 10. фебруар 2023.  | 6,89                            |
| Када је Џејк Далтон, таксиста на води, убијен само неколико тренутака пошто је Невил примио писмо у којем га упозорава да ће се убиство догодити, докази упућују на криминолога Дејвида Картрајта, иако посредни. Док његова осећања почињу да га надвладавају, Невил постаје узрујан и јури да се суочи са њим, а само неколико тренутака касније, Картрајт је касније пронађен избоден на смрт. Са само једним јасним објашњењем како је убиство почињено, екипа нема другог избора осим да ухапси Невила - али да ли је вољени детектив заиста имао у себи снаге да почини убиство? |                    |                                |                         |                           |                    |                                 |
| 97 | 8                  | "Греси детектива (2. део)"     | Анђела де Кастелај Смит | Џејмс Хол                 | 17. фебруар 2023.  | 7,10                            |
| ДИ Карен Флиткрофт је доведена да истражи Невилову умешаност у убиство Дејвида Картрајта, али је екипа уверена у његову невиност. Селвин води истрагу како би открио ко би могао бити прави убица и открива мрежу недела, међу којима је и откриће да је Џастин Вест тај који је провалио у Невилов дом, а ДП Ендру Бакли покушава да побегне од истраге од Унутрашње контроле скривајући се на Сент Мерију. У једанаестом часу, у затвору и пред суђењем, и Невил и екипа коначно утврђују идентитет убице. |                    |                                |                         |                           |                    |                                 |
| 98 | 9                  | "Калипсо карамба"              | Леон Лопез              | Џејмс Хол и Лиса Мекмалин | 24. фебруар 2023.  | 7,17                            |
| Убиство је почињено, очигледно испред носа инспектора Паркера. Невил пролази кроз кризу самопоуздања засновану на свом претходном неуспеху да препозна Софину дволичност и говори начелнику да намерава да оде. Невил посећује Софи у затвору и пита је да ли је било која од њихових веза била "стварна". Она му говори да никада није гајила романтична осећања према њему, али да јој се допао лик у који се претварала да је када је била са њим па ју је у том смислу усрећио. Ово је њему омогућило довољно затварања да му омогући да се концентрише на тренутни случај. На крају Невил схвата како је убиство извршено, а екипа хапси кривца. Задовољан, Невил пристаје да остане на Сент Мерију. |                    |                                |                         |                           |                    |                                 |